# Jornal dos Cinemas
O Jornal dos Cinemas foi um jornal quinzenal publicado em Portugal.
Augusto Claro dirigiu este jornal cinematográfico que foi publicado entre 1 de Janeiro de 1923 e 15 de Agosto de 1923.